# Остролодочник тысячелистный
Остролодочник тысячелистный (лат. Oxytropis myriophylla) — вид растений рода Остролодочник (Oxytropis) семейства Бобовые (Fabaceae), растущий на степных склонах и в остепнённых сосновых борах.

## Ботаническое описание
Растение довольно крупное, бесстебельное, зелёное, едва седоватое от оттопыренных белых волосков, с толстым корнем и несколькими столонами. Цветоносов несколько, они длиннее листьев, с отстоящими белыми волосками. Прилистники ланцетные, до середины между собой сросшиеся, с 3 жилками и длинными белыми волосками. Листочки линейные, многочисленные, с завернутыми внутрь краями, с немногими белыми волосками, во многих (20—30) сближенных мутовках.
Кисти продолговатые, из 10—20 цветков, позднее удлинённые. Чашечка трубчатая, с узкими волосистыми зубцами в 2—3 раза короче трубки. Венчик сине-фиолетовый, в сухом состоянии синеватый. Флаг 18—22 мм длиной, с продолговатым цельным отгибом. Лодочка с острием около 2 мм длиной. Бобы продолговато-ланцетные, жесткокожистые, с длинным носиком и прижатым белым опушением, с узкой (около 1 мм) брюшной перегородкой. 2n=16.